# Bembergsilke
Bembergsilke, en variant av kopparrayon, en filamentfiber framställd av regenererad cellulosa enligt koppar- eller kuprometoden. Namnet kommer från det tyska företaget Bemberg AG i Wuppertal som tillverkat materialet. Bembergsilke har använts vid tillverkning av konstsilkestrumpor.